# 폴 라버티
폴 라버티(영어: Paul Laverty, 1957년 4월 1일~)는 인도 태생의 스코틀랜드-아일랜드계 각본가이자 변호사로, 켄 로치 감독의 영화에 각본을 썼다.

## 출생 및 초기 경력
인도 서벵골주콜카타에서 아일랜드인 어머니와 스코틀랜드인 아버지 사이에서 태어났다. 자란 위그타운의 올 솔스 학교에서 교육을 받았다. 로마의 그레고리오 대학교에서 철학 학위를 취득하는 동시에 교황 스콧 칼리지에서 사제 서품을 준비했다. 그 후 글래스고의 스트래스클라이드 법대에서 법학 학위를 취득했다.
1980년대 중반, 니카라과로 가서 3년 가까이 동안 살았다. 니카라과 국내 인권 단체에서 일하며 선출된 니카라과 정부(산디니스타 국민해방전선)와 미국이 지원하는 "콘트라 반군" 간의 전쟁에서 인권이 크게 논란이 되는 상황에서 인권 침해에 대한 확실한 증거를 제공했다. 국제앰네스티와 휴먼 라이츠 워치를 포함한 모든 주요 인권 단체는 미국이 지원하는 콘트라 반군이 니카라과 민간인에 대해 체계적인 학대를 저질렀다고 비난했다. 전쟁 지역을 방문하여 검증된 목격자 증언을 확보하여 국제 인권 단체에 전달했다. 또한 엘살바도르의 엘살바도르 내전 중과 과테말라에서도 광범위하게 여행했다. 라틴 아메리카 문제에 대한 그의 관심은 나중에 멕시코 치아파스주와 멕시코-미국 국경을 따라, 특히 시우다드후아레스 시에 집중된 장기 연구 여행으로 이어졌다.

## 각본 활동
중앙아메리카에서 시간을 보낸 후 래버티는 켄 로치 감독과 만난 후 첫 번째 각본인 로버트 칼라일이 출연한 영화 카를라스 송(1996)을 썼다. 《내 이름은 조》 (1998)에서 연기한 피터 멀런은 2000년 칸 영화제에서 남우주연상을 수상했다. 이주 노동자의 경험을 다룬 《빵과 장미》(2000)는 로스앤젤레스에서 촬영되었으며, 에이드리언 브로디가 주연을 맡았다. 래버티의 다음 각본인 《달콤한 열여섯》(2002)은 2002년 칸 영화제에서 칸 영화제 각본상을 수상했다.
두 사람은 2006년 칸 영화제에서 황금종려상을 수상한 1920년대 초반 아일랜드 독립 전쟁을 다룬 영화 《보리밭을 흔드는 바람》 (2006) 부터 함께 작업하기 시작했다. 래버티는 켄 로치 감독이 연출한 여덟 편의 장편 각본과 한 편의 단편 각본을 썼으며,  프랑스 축구선수 에리크 캉토나를 다룬 로치 감독의 코미디 영화 《룩킹 포 에릭》(2009)은 이라크 용병에 대한 그의 영화 《루트 아이리쉬》(2010) 등의 작품들을 함께 작업했다.

## 사생활
래버티는 1995년 켄 로치 감독의 《랜드 앤 프리덤》 (1995) 세트장에서 만난 스페인 영화 제작자이자 배우인 이시아르 보야인과 1995년부터 교제 중이다. 부부는 세 자녀와 함께 에든버러에 살고 있다.

## 필모그래피
- 카를라스 송 (1996)
- 내 이름은 조 (1998)
- 빵과 장미 (2000년 영화) (2000)
- 달콤한 열여섯 (2002)
- 2001년 9월 11일 (2002) (영국 부분)
- 다정한 입맞춤 (2004)
- 티켓 (2005)
- 카고 (2006)
- 보리밭을 흔드는 바람 (2006)
- 자유로운 세계 (2007)
- 룩킹 포 에릭 (2009)
- 루트 아이리쉬 (2010)
- 이븐 더 레인 (2010)
- 앤젤스 셰어: 천사를 위한 위스키 (2012)
- 지미스 홀 (2014)
- 나, 다니엘 블레이크 (2016)
- 올리브 나무 (2016)
- 율리: 카를로스 아코스타 이야기 (2018)
- 미안해요, 리키 (2019)
- 나의 올드 오크 (2023)